# Polystichum simile
Polystichum simile är en träjonväxtart som först beskrevs av Ren-Chang Ching och Yin Tang Hsieh, och fick sitt nu gällande namn av Li Bing Zhang. Polystichum simile ingår i släktet Polystichum och familjen Dryopteridaceae. Inga underarter finns listade.